# Fuse orare în Australia
     UTC+8
     UTC+9:30
     UTC+9:30 / ora de vară: UTC+10:30
     UTC+10
     UTC+10 / ora de vară: UTC+11
În Australia se folosesc trei fuse orare ca ora standard și doi pentru ora de vară.
Numele oficiale pentru orele standard sunt Australian Central Standard Time, Australian Central Standard Time și Australian Eastern Standard Time. Mai există o oră standard inoficială, care este denumită Australian Central Western Standard Time și care este observată în doar cinci localități în Australia. Ora de vară este observată în cinci state și teritorii australiane. Ora de vară începe în a prima duminică din octombrie și se termină în a prima duminică din aprilie. Numele oficiale pentru orele de vară sunt Australian Central Daylight Time și Australian Eastern Daylight Time.

## Ora standard

Ora de standard în Australia

### Ora standard Australiei vestice (Australian Western Standard Time - AWST)
Ora standard Australiei vestice folosește fusul orar UTC+8 și este observat doar într-un singur stat australian:
- Australia de Vest[1]

### Ora standard Australiei centrale (Australian Central Standard Time - ACST)
Ora standard Australiei centrale folosește fusul orar UTC+9:30 și este observat în următoarele state și teritorii:
- Australia de Sud[2]
- Noul Wales de Sud (doar Broken Hill)[3]
- Teritoriul de Nord[4]

### Ora standard Australiei estice (Australian Eastern Standard Time - AEST)
Ora standard Australiei estice folosește fusul orar UTC+10 și este observat în următoarele state și teritorii:
- Australian Capital Territory[5]
- Noul Wales de Sud[3] (fără Broken Hill)
- Queensland[6]
- Tasmania[7]
- Victoria[8]

### Ora standard Australiei central-vestice (Australian Central Western Standard Time - ACWST)
Patru hanuri la marginea drumului eyre Highway în sud-vestul Australiei de Vest și unu în nord-estul de Australia de Sud folosesc o altă oră standard inoficială, care este denumită Ora standard Australiei central-vestice (Australian Central Western Standard Time - ACWST) și folosește fusul orar UTC+8:45. În aceste hanuri ora de vară, care a fost UTC+9:45 nu mai este folosită.

## Ora de vară

Ora de vară în Australia

### Ora de vară Australiei centrale (Australian Central Daylight Time - ACDT)
Ora de vară Australiei centrale folosește fusul orar UTC+10:30 și este observat în următoarele state și teritorii:
- Australia de Sud[9]
- Noul Wales de Sud (doar Broken Hill)[3]

### Ora de vară Australiei estice (Australian Eastern Daylight Time - AEDT)
Ora de vară Australiei estice folosește fusul orar UTC+11 și este observat în următoarele state și teritorii:
- Australian Capital Territory[5]
- Noul Wales de Sud[3] (fără Broken Hill)
- Tasmania[10]
- Victoria[8]

## Teritorii externe
| Teritoriu                         | Ora standard | Ora de vară |
| Insula Heard și Insulele McDonald | UTC+5        | —           |
| Insulele Cocos                    | UTC+6:30     | —           |
| Insula Crăciunului                | UTC+7        | —           |
| Insula Lord Howe(1)               | UTC+10:30    | UTC+11      |
| Insula Norfolk                    | UTC+11:30    | —           |

(1)Teritoriu neîncorporat al Noului Wales de Sud)
În Zona Antarctică Australiană se folosesc diferite ore standard la fiecare din cele trei stații australiane. Ora de vară nu este observat.
| Stație | Ora standard |
| Mawson | UTC+6        |
| Davis  | UTC+7        |
| Casey  | UTC+8        |